# Столкновение в аэропорту Линате
Столкновение в аэропорту Линате — крупная авиационная катастрофа, произошедшая в понедельник 8 октября 2001 года. На взлётной полосе аэропорта Линате (Милан, Италия) столкнулись авиалайнер McDonnell Douglas MD-87 авиакомпании Scandinavian Airlines System (SAS) (рейс SK 686 Милан—Копенгаген) и частный самолёт Cessna 525A CitationJet CJ2 авиакомпании Air Evex (рейс Милан—Париж). В катастрофе погибли 118 человек — все находившиеся на обоих самолётах 114 человек (110 на MD-87 (104 пассажира и 6 членов экипажа) и 4 на Cessna 525 (оба пилота и 2 пассажира)) и 4 человека на земле; ещё 4 человека на земле получили ранения.

## Сведения о самолётах

### McDonnell Douglas MD-87
McDonnell Douglas MD-87 (регистрационный номер SE-DMA, заводской 53009, серийный 1916, имя Lage Viking) был выпущен в 1991 году (первый полёт совершил 30 августа). 25 сентября того же года был передан авиакомпании Scandinavian Airlines System (SAS), став 15-м самолётом в её авиапарке. Оснащён двумя турбореактивными двигателями Pratt & Whitney JT8D-217C. На день катастрофы совершил 16 562 цикла «взлёт-посадка» и налетал 25 573 часа.
Состав экипажа рейса SK 686 был таким:
- Командир воздушного судна (КВС) — 36-летний Йоаким Густафссон (швед. Joakim Gustafsson). Опытный пилот, проработал в авиакомпании SAS 11 лет (с 1990 года). Управлял самолётом McDonnell Douglas DC-9. Налетал 5842 часа, 232 из них на McDonnell Douglas MD-87.
- Второй пилот — 36-летний Андерс Хюлландер (швед. Anders Hyllander). Опытный пилот, проработал в авиакомпании SAS 4 года (с 1997 года). Управлял самолётами Boeing 727, Boeing 737 и DC-9. Налетал 4355 часов, 1978 из них на McDonnell Douglas MD-87.

В салоне самолёта работали четверо бортпроводников:
- Лиза Андерсен (дат. Lise Andersen), 57 лет — старший бортпроводник.
- Олаф Якобссон (швед. Olaf Jakobsson), 49 лет.
- Янне Пенттинен (дат. Janne Penttinen), 30 лет.
- Эйлер Даниельсен (дат. Eiler Danielsen), 27 лет.

| Национальность | Пассажиры | Экипаж | Всего |
| -------------- | --------- | ------ | ----- |
| Дания          | 16        | 3      | 19    |
| Финляндия      | 6         | 0      | 6     |
| Италия         | 58        | 0      | 58    |
| Норвегия       | 3         | 0      | 3     |
| Румыния        | 1         | 0      | 1     |
| ЮАР            | 1         | 0      | 1     |
| Швеция         | 17        | 3      | 20    |
| Великобритания | 2         | 0      | 2     |
| Всего          | 104       | 6      | 110   |

Всего на борту самолёта находились 110 человек — 6 членов экипажа и 104 пассажира.

### Cessna 525
Cessna 525A CitationJet CJ2 (регистрационный номер D-IEVX, заводской 25699, серийный 525A-0036) был выпущен в 2001 году и 5 сентября того же года был передан немецкой частной авиакомпании Air Evex. Оснащён двумя турбовентиляторными двигателями Williams-Rolls FJ44-2C. На день катастрофы совершил 20 циклов «взлёт-посадка» и налетал 28 часов.
Экипаж борта D-IEVX состоял из двух пилотов:
- Командир воздушного судна (КВС) — 36-летний Хорст Кенигсманн (нем. Horst Koenigsmann). Опытный пилот, проработал в авиакомпании Air Evex 10 лет (с 1991 года). Налетал свыше 5000 часов, свыше 2400 из них на Cessna 525.
- Второй пилот — 64-летний Мартин Шнейдер (нем. Martin Schneider). Очень опытный пилот, управлял самолётами Cessna 500/501, Cessna 525, Cessna 550, Cessna 560 и Learjet 45 (в качестве инструктора). Налетал свыше 12 000 часов, свыше 2000 из них на Cessna 525.

| Национальность | Пассажиры | Экипаж | Всего |
| -------------- | --------- | ------ | ----- |
| Италия         | 2         | 0      | 2     |
| Германия       | 0         | 2      | 2     |
| Всего          | 2         | 2      | 4     |

Всего на борту самолёта находились 4 человека — 2 пилота и 2 пассажира.

## Хронология событий

### Предшествующие обстоятельства
Над аэропортом Линате навис густой туман, временами видимость была не более 50 метров.
Cessna 525A CitationJet CJ2 борт D-IEVX должен был перемещаться от аэропорта к взлётной полосе по северной рулёжной дорожке №R5, однако в условиях густого тумана пилоты ошиблись в выборе дорожки и вырулили на центр взлётной полосы по южной рулёжной дорожке №R6 (в неверном выборе маршрута сыграли не последнюю роль плохо читаемые из-за стёртой краски обозначения номеров дорожек). В связи с тем, что в аэропорту отсутствовал наземный радар, позволяющий контролировать перемещения самолётов и другой техники по территории аэропорта, и была давно отключена система сигнализации о выезде на взлётную полосу, диспетчеры не имели достоверной информации о местонахождении борта D-IEVX и не приняли никаких мер для того, чтобы он не оказался на пути взлетающего рейса Scandinavian Airlines System-686, который выполнял McDonnell Douglas MD-87 борт SE-DMA.

### Столкновение
В 08:09:28 UTC рейс SK 686 ожидал разрешения на взлёт на ВПП №36R. Спустя 53 секунды, в 08:10:21 самолёт начал разгон по взлётной полосе, достиг скорости 270 км/ч, и при отрыве от полосы на её 1108-м метре врезался в Cessna 525A, вырулившую на ВПП с дорожки №R6. В результате столкновения Cessna 525A полностью разрушилась, а у MD-87 оторвались правая стойка шасси и двигатель №2 (правый). Авиалайнер завалился на крыло, поднялся в воздух, пролетел несколько метров и, потеряв скорость, сел на ВПП и его резко развернуло влево. В таком положении рейс SK 686 пронёсся несколько метров по ВПП, выкатился за её пределы и на скорости около 200 км/ч всем левым бортом врезался в багажный ангар, полностью разрушился и сгорел (относительно уцелели только носовая часть с кабиной пилотов и хвостовая часть в районе стабилизаторов). В катастрофе погибли 118 человек — все 110 человек на борту MD-87, все 4 человека на борту Cessna 525A и 4 человека в багажном ангаре, также получили ранения 4 человека в багажном ангаре.

## Расследование
Расследование причин столкновения в аэропорту Линате проводило итальянское Национальное агентство по безопасности полётов (ANSV).
Окончательный отчёт расследования был опубликован 20 января 2004 года.
Согласно отчёту, причинами катастрофы стали: густой туман, ошибки авиадиспетчера и пилотов борта D-IEVX, отсутствие наземного радара, отсутствие видимой из кабин самолётов разметки взлётных полос, отключение сигнализации о занятии ВПП и многих других средств обеспечения безопасности.
В ходе расследования выяснилось, что диспетчеры долгое время не знали о столкновении самолётов, что привело к запаздыванию реакции пожарных расчётов. Итогом этого стала гибель заблокированных в кабине обоих пилотов борта D-IEVX, горевшего на ВПП 20 минут без вмешательства пожарных. Согласно отчётам экспертов, пилоты погибли от угарного газа.
Диспетчер наземного движения и несколько чиновников надзорных ведомств были приговорены итальянским судом к реальным срокам тюремного заключения.

## Культурные аспекты
Столкновение в аэропорту Линате показано в 11 сезоне канадского документального телесериала Расследования авиакатастроф в серии Невидимый самолёт.